# Olivier Nakache
Olivier Nakache, född 1973 i Suresnes, är en fransk dialogförfattare som ofta arbetat med Éric Toledano. Han är bror till skådespelaren och regissören Géraldine Nakache.

## Filmografi i urval
- En oväntad vänskap (2011)